# Ożarów Mazowiecki
Ożarów Mazowiecki is een stad in het Poolse woiwodschap Mazovië, gelegen in de powiat Warszawski Zachodni. De oppervlakte bedraagt 5,75 km², het inwonertal 8227 (2005).

## Verkeer en vervoer
- Station Ożarów Mazowiecki